# Duncan Sandys
Edwin Duncan Sandys, baron Duncan-Sandys (24 janvier 1908-26 novembre 1987), est un diplomate et homme politique conservateur anglais qui fut ministre de la défense et gendre de Winston Churchill.

## Biographie
Duncan Sandys était un pur produit de l’Establishment britannique : fils d'un député conservateur, élevé à Eton, il poursuit ses études au Magdalen College de l'université d'Oxford et devint diplomate, notamment à Berlin. À ce poste, il mit en garde le Foreign Office contre le réarmement clandestin allemand ; il fut rappelé à Londres pour cela. Il démissionna puis fut élu député Conservateur en 1935. En 1938, il fait l'objet de poursuites judiciaires pour avoir révélé, devant le Parlement, le manque de préparation de la Royal Air Force devant la menace allemande, ce qui impliquait des fuites venant du Foreign Office. Winston Churchill, devenu son beau-père, prend publiquement sa défense avec succès. Il fut blessé au feu en 1941 et Churchill, au sein du Cabinet de Guerre, lui donna la responsabilité de la production d'armements. Il a été le gendre de Winston Churchill entre 1935 et 1960.
Il fut député entre 1935 et 1945 puis entre 1950 et février 1974, ministre de la défense entre 1957 et 1959, ministre de l'aviation entre 1959 et 1960, secrétaire d'État chargé des relations avec le Commonwealth of Nations entre 1960 et 1964, et Secrétaire d'État aux colonies entre 1962 et 1964.
En tant que ministre de la défense puis de l’aviation, il rapidement produit le Livre blanc sur la défense de 1957 qui proposait un changement radical au sein de la Royal Air Force en mettant fin à l'utilisation des avions de combat au profit de la technologie des missiles. Bien que les ministres ultérieurs aient inversé leur politique, les commandes perdues et les réductions de la recherche ont été à l’origine de la faillite de plusieurs constructeurs aéronautiques britanniques. En tant que ministre de la Défense, il a assisté à la rationalisation (fusion) d'une grande partie de l'industrie britannique des avions et des moteurs militaires.
Il était décoré de l'Ordre des compagnons d'honneur et faisait partie du corps du Conseil privé.
En 1948, il participa au congrès de la Haye avec son Mouvement pour l'Europe unie. Il est président du Mouvement européen de 1948 à 1950.